# التهامي الكلاوي
التهامي المزواري الكلاوي (بالأمازيغية: تهامی اݣلاوّو) (1879–1956) كان باشا مراكش وزعيم قبيلة كلاوة بجبال الأطلس الكبير. انتقل من خدمة العرش العلوي والمخزن، إلى أبرز المتمردين عليهما زمن الحماية الفرنسية. شارك في مؤامرة 20 أغسطس 1953، عندما خُلع السلطان عن العرش ونفي بمعية عائلته الملكية وأخذ محمد بن عرفة مكان السلطان محمد الخامس. استمد قوته من زعامته القبلية التي جعلته يكتسب قوة التعاون التام مع الفرنسيين، وهو تعاون بوّأه منصب الباشا. وقد حكم مباشرة (35 سنة) أو من خلال أبنائه طيلة 44 سنة، وخضع له عدد كبير من السكان فاق المليون نسمة، وذلك إلى غاية سنة 1955.

## مسيرته
ولد سنة 1879 في دار كلاوة بتلوات، التي جعل منها والده محمد أببيط سنة 1870 مقرا للإقامة داخل القصبة، وشبه ثكنة عسكرية، يحيط بها سوق أسبوعي. وكان جده أحمد المزواري يتولى منصب أمغار (شيخ) على قبيلة تلوات، وكان يعتمد في تدبير معاشه على ما كان يصله من «فتوحات» من قبائل اعتقدت صلاحَه وقدرَه، وبدأ الازدهار المالي لعائلة المزواري بعد اكتشاف معدن الملح بأزرود، الذي ورّثه لابنه، الذي عمل على التقرب من السلطان مولاي عبد الرحمان. فولد في وقت أخذ فيه نجم المزواريين يصعد في سماء القبيلة. فتلقى تعليما دينيا بكتّاب تابع لقبيلة تلوات وفي مدرسة لوركة، ثم بزاوية سكر بأوريكة القريبة من مراكش، فحفظ القرآن إلى جانب بعض المتون الدينية واللغوية. لكن الاضطرابات التي عرفتها البلاد حالت دون مواصلته التحصيل، كما حصل على تكوين أولي عن أساليب الحرب. وكان للصعوبات التي واجهتها أسرة الكلاوي، وبخاصة والده محمد أبيبيط في مسعاه للتقرب من المخزن وفرض سيطرته على عمق ورزازات والاستيلاء على قصبة تاوريرت، أثرٌ في تربية وتكوين التهامي منذ بلوغه الرابعة من عمره، حيث أصبح في بداية شبابه يتابع بشغف الشؤون القبلية والمخزنية. وبعد سبع سنوات على ولادته، توفي والده سنة 1886، ليتكفل به شقيقه الأكبر، المدني الكلاوي، الذي عاش معه حياة الترحال، في «الحركات المخزنية» في بلاد السيبة، حيث كانت تربط عائلتهم علاقة قوية بين السلطان مولاي عبد العزيز.

### بدايته مع المخزن
خاض أول معركة حربية لقمع قبيلة ووزكيت وهو ابن خمسة عشر سنة، وبعد ثلاث سنوات شارك في حرب واد تيديلي، وأسر رئيس المتمردين ولد حليمة. كما شارك مع أخيه في عملية تأديب الروكي الطاهر بن سليمان اللاجئ عند الرحامنة. وشارك في عملية قمع عشعاش بالشاوية بأمر من السلطان، وحارب قبيلة تادلة زمالة وابني عامر. وفي سنة 1315هـ/1898م كُلف أخوه المدني بعملية بتافيلالت وكان التهامي من بين المساعدين.

### القيادة والباشوية

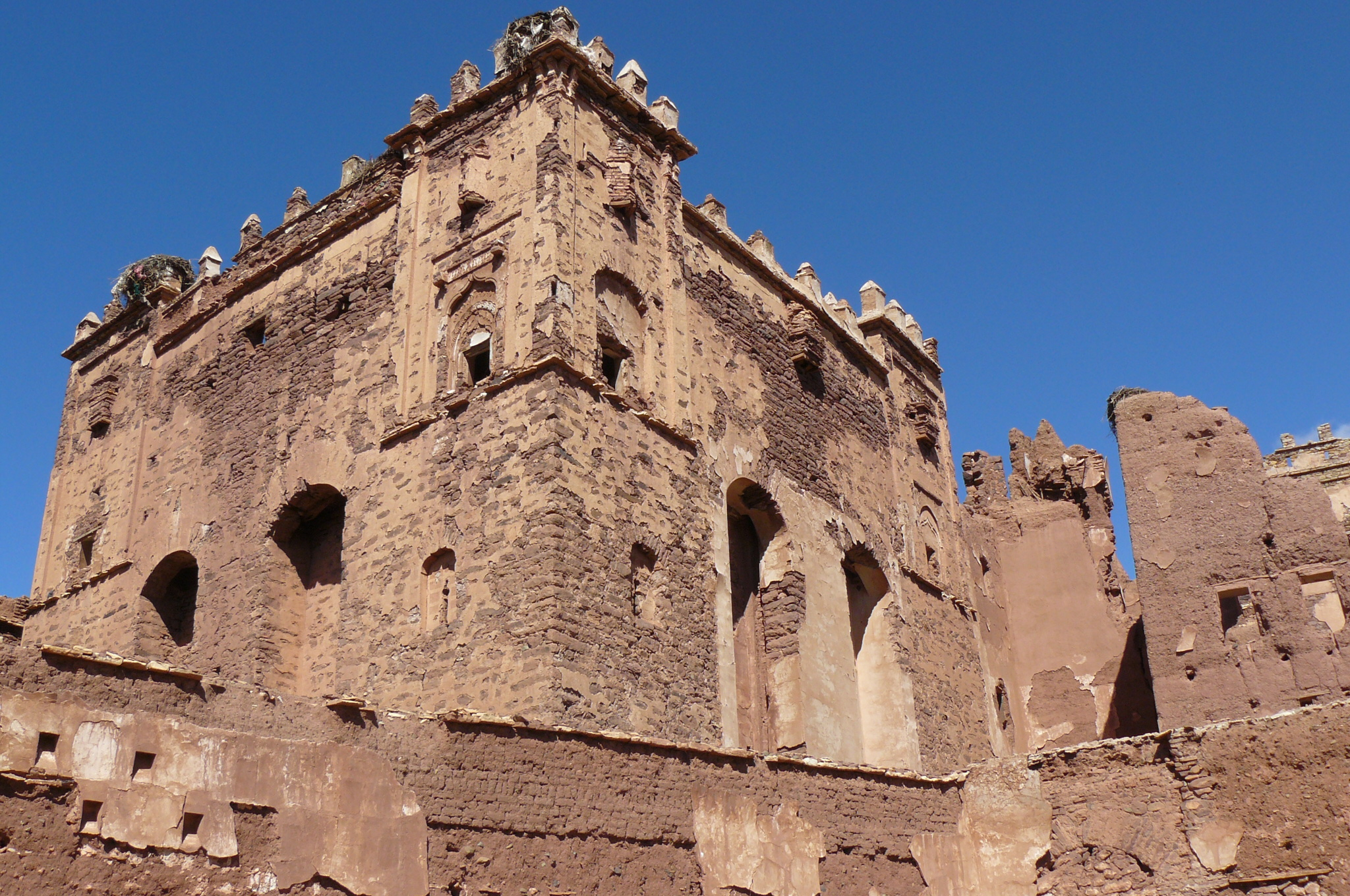
بُنيت قصبة تيفولتوت بمكان مرتفع سنة 1860، وتطور بناءها سنة بعد أخرى بازدياد ثروة أهل الكلاوي ونفوذهم.

وفي 1324 هـ/1906م قام بمحاربة القائد الكندافي بمعية المتوكي فأرغم الحاج الطيب الكندافي على التخلي لفائدة قبائل كلاوة عن أونين وأزيوا، متحولا إلى اليد اليمنى لأخيه المدني الذي كان مشغولا بمحاربة السلطان مولاي عبد الحفيظ، فتخلى عن قيادة قبائل كلاوة لأخيه التهامي سنة 1327 هـ/1909م. وفي سنة 1328هـ/1910م توفي الحاج إدريس القائد بأولاد يحيى فاستغل التهامي الفرصة وأصبح يتدخل قي شؤون بلاد السوس، فبعث بحركة لمحاربة حيدا أوميس باشا تارودانت، وبعد مفاوضة عسيرة بينه وبين التهامي، وقع الاتفاق على تسليم القائد ناصر بن التهامي قيادة قبائل أولاد يحيى، في حين أصبحت قبائل سكتانة تابعة لأهل كلاوة. وبعد استقرار السلطان مولاي عبد الحفيظ بفاس، قرر سنة 1329 هـ/ 1911م تجريد الصدر الأعظم المدني وكل أفراد أسرته من مهامهم السياسية والإدارية، بسبب شكايات عديدية قدمتها القبائل بحق آل كلاوي. وفي نهاية 1330 هـ/1912م، بعد التخلص من حركة المجاهد أحمد الهيبة وطرده من مراكش، أصبح التهامي الكلاوي الحليف الرئيسي للحماية الفرنسية شمال وجنوب الأطلس، فاستعاد آل الكَلاوي مواقعهم في الجهاز المخزني بدعم من سلطة الحماية في نفس السنة. وفي عصر السلطان مولاي يوسف تم تعيين المدني صدرا أعظم (وزير الحرب) سنة 1327هـ/1927م، حصل التهامي على ظهير تعيينه باشا مراكش، وكان عمره يقل عن 30 سنة، فأظهر صرامة وشدة في ممارسة سلطته، وأطلق يديه على الأطلس وسوس. وقاد الباشا التهامي الكلاوي، وابن أخيه القائد حمو الكلاوي حملة ببلاد تودغة، ضد أتباع التوزونيني وبلقاسم النكادي، الذين بدأوا يهددون تلك المنطقة.
وفي سنة 1923 عيّن الكلاوي الشيخ محمد بلحسن الدباغ لتدريس أبنائه المهدي وإبراهيم. ورافقهما الدباغ إلى باريس لإتمام دراستهما سنة 1925. وتَمَّ تَعْيِينُ الدباغ سنة 1930 إماما وخطيبا لمسجد باريس باقتراح من الكلاوي وكان يعقد به مجالس علمية.

### الخلاف مع السلطان

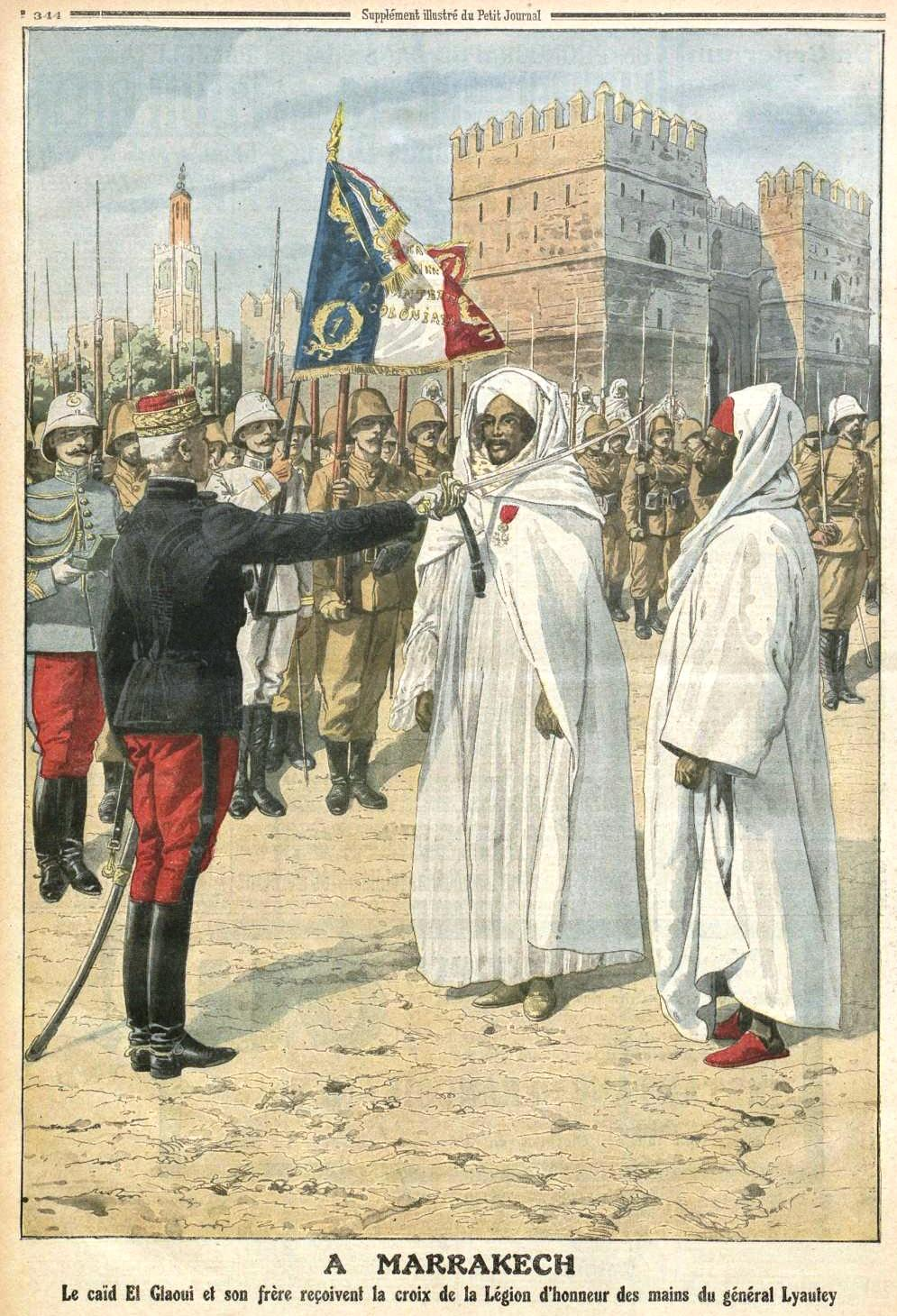
في مدينة مراكش، المقيم العام ليوطي يوشح التهامي الكلاوي وشقيقه المدني بوسام جوقة الشرف. نشرت هذه الصورة في مجلة لو بوتي جورنال، بباريس، عدد 1145، بتاريخ 27 أكتوبر 1912.

يوم 23 ديسمبر 1950، بمناسبة حفلات عيد المولد النبوي، تجاوز الكلاوي حدود اللياقة أثناء مخاطبة السلطان. حيث عاتب الكلاوي السلطان بلهجة غاضبة على الدعم الكبير الذي كان يبديه لحزب الاستقلال، حسب زعمه، مخاطبا إياه: «لستم إلا ظل سلطان، لم تعودوا سلطان المغرب، أنتم سلطان حزب الاستقلال». والذي أشعل الخلاف بينهما هو حدث استقبال السلطان لوفد حزب الاستقلال الذي طرد من مجلس الحكومة من قبل المقيم العام؛ وهو الاستقبال الذي لم يستسغه الباشا.
فوكل محمد الخامس مهمة لصهر الكلاوي الصدر الأعظم محمد المقري، وهي إخبار التهامي الكلاوي بأنه غير مرغوب به في القصر حتى إشعار آخر.
وبعد الخصام والطرد من القصر، أقدم الباشا على صرف وفود قبائله التي جاءت لتجديد البيعة للسلطان. وشرع في حشد الدعم داخل مناطق نفوده، بتعاون من الحماية الفرنسية، وأطلق فرسان القبائل التابعة له للزحف نحو فاس والرباط، وعرف هذا الحدث بأزمة العرش الأولى، التي اندلعت مع بداية سنة 1951.
يوم 19 ماي 1953، أصدر التهامي الكلاوي بيانا أعرب فيه عن صداقته وإخلاصه لفرنسا، مؤكدا أنه إما أن تبادر فرنسا بإبعاد محمد الخامس أو أن تستعد هي للرحيل، ويؤكد المؤرخ عبد الكريم الفيلالي في كتابه «التاريخ السياسي للمغرب العربي الكبير» أنه بعد يومين من هذا البيان، أي في 21 ماي 1953 وقع 270 من الباشاوات والقواد عريضة تأييد للكلاوي جاء فيها: «إننا معشر القواد في مختلف الجهات المغربية ومن في دائرتهم من المغاربة رجال حركة المعارضة والإصلاح الممضين أسفله تحت رئاسة سعادة الباشا الهمام السيد الحاج التهامي المزواري الكلاوي...»
وبعد كشف مؤامرة الكلاوي ضد السلطان، خرجت فتوى محمد بن العربي العلوي بكفر الكلاوي ومن معه وإباحة دمائهم، وهي الفتوى التي تبناها 300 عالم من كل أنحاء المغرب، وعززتها يوم 18 يوليوز 1953 فتوى علماء الأزهر" بكفر الجلاوي ومروقه". ولم يقتصر الأمر على علماء المسلمين، بل وصل إلى المفكرين الفرنسين، ففي أحد اجتماعات " اللجنة الفرنسية المغربية" بباريس، تناول الكلمة المستشرق لويس ماسينيون، وشرح للحضور الفرنسي مسألة الشهادة في الإسلام، مؤكدا، حسب ما نقله المؤرخ عبد الكريم الفيلالي عن جريدة البصائر « أن الشهادة ممنوعة على الماردين من نوع الفساق وأصحاب دور البغاء... وأن باشا مراكش لا يجوز له أن يؤدي شهادة ما، لأنه يكسب عدة دور للبغاء في مراكش ويشرف على السفاح في جميع أطراف المدينة، وقد أحدث هذا الشرح موجة ضحك من طرف الحاضرين»".
وفي سنة 1944، عند الإعداد لوثيقة الاستقلال، قام رجالات الحركة الوطنية بحملة قصد جلب أكثر ما يمكن من أنصار لتلك الوثيقة، وأظهر الكلاوي موافقته للفكرة لكنه طلب منهم عدم البوح بذلك، واتفقت خلية الحركة الوطنية بالرباط على التوجه إلى الكلاوي لتأكيد موقفه من وثيقة الاستقلال، فكان جوابه هو ضرورة تواصل الحركيين بالأمريكيين قبل الإقدام على هذه الخطوة، وهو نوع من التملص من التوقيع على وثيقة الاستقلال.
وبعد فشل محاولة اغتيال بن عرفة التي دبرها الوطنيون في الجامع حيث انفجرت قنبلة تركت آثارها في أجسام عدد من رجالات الكلاوي، وتم اكتشاف سبع قنابل أخرى لم تنفجر، فأعدم الكلاوي منفذ الهجوم. وفي يوم 20 فبراير 1954 تعرض مرة أخرى الكلاوي لمحاولة اغتيال، عندما رُميت القنابل في وجهه هو والسلطان ابن عرفة في صلاة الجمعة بمراكش، فنجا بأعجوبة.
بعد الثقة التي حصلت عليها حكومة إدغار فور من الجمعية الوطنية الفرنسية وموافقة السلطان محمد بن يوسف من منفاه، قرر «مجلس حفظة العرش» يوم الأربعاء 19 أكتوبر 1955 تكليف باشا فاس السابق، الفاطمي بن سليمان، بمهمة تشكيل الحكومة. لكن حزب الاستقلال، في ندوة صحفية عقدها يوم السبت 22 أكتوبر، شكك في معرفة السلطان بكل المعطيات وكيفية وصول برقيته من مدغشقر، وفي نفس اليوم كان الفاطمي بن سليمان يتناول الغذاء عند التهامي الكلاوي في محاولة لإقناعه بالمجيء إلى الرباط لعقد اجتماع مع «حراس» العرش. فحاول الكلاوي عرقلة مشروع الفاطمي بن سليمان لكي لا يُنظر إلى زيارة باشا مراكش لدار المخزن، كاعتراف بمجلس العرش.

### استقلال المغرب
في 12 يوليو 1955 طرح جلبرت غرانفال فكرة عقد «مائدة مستديرة» فكان جواب الكلاوي بأنه لا يرى مانعا ليجلس ممثل عنه مع باشا صفرو السابق امبارك البكاي، ولكن الكلاوي أصر على استبعاد حضور أحمد بلافريج وغيره من القادة الوطنيين الآخرين.

لم يكن الكلاوي يتصور أن نفي السلطان سيثير ثورة في المغرب. حيث كان يتوقع استمرار لامبالاة الشعب كما كان يحدث سابقا، فبادر التهامي هو كذلك إلى المطالبة بعودة الملك إلى عرشه وأدلى بتصريح يوم 22 أكتوبر 1955م يبايع فيه السلطان محمد الخامس، ويطالب بإعادته فورا إلى عرشه. ولما حطت طائرة الملك بمطار الرباط يوم 17 نوفمبر 1955م وجه الباشا الكلاوي برقية إلى الملك جاء فيها: 
بعد صدور لائحة المتعاونيين مع الاستعمار ورد اسم التهامي الكلاوي، وابنيه إبراهيم واحماد، ضمنها، وحكم عليهم بعدم الأهلية الوطنية لمدة 15 سنة مع مصادرة أملاكهم. وترك التهامي الكلاوي في قصره، عندما مات، حوالي 100 امرأة بين خادمة وجارية، وأرملة واحدة هي والدة عبد الصادق الكلاوي. وكان الباشا قد تزوج شرعا خمس سيدات، خلف منهن 9 أبناء أحياء لحظة وفاته، لا تضع بينهم شريعة الإرث فرقا سواء كانت أمّهم جارية أم زوجة شرعية. وعند تنفيذ الحجز على ممتلكاته في حوز مراكش سنة 1958، كان مجموع الملكيات القروية المسجلة في الحوز وحده يغطي مساحة تبلغ 11.400 هكتار مسقية، وكان من بين الأملاك أيضا 25.000 من الأراضي التي ليس لها رسوم، وأراضي زيتون تصل إلى أكثر من 660.000 شجرة، تم لاحقا ارجاع لعائلة الكلاوي جزء كبير من أملاكها.
توفي يوم اثنين من سنة 1956م على الساعة الواحدة بعد الظهر، ودفن صباح الثلاثاء بضريح ابن سليمان الجزولي، وحضر جنازته وفد من الحكومة المغربية برئاسة الوزير لحسن اليوسي مبعوث الملك محمد الخامس.

## اهتماماته وأنشطته
كان له اهتمام بالفلاحة من زراعة وغِراسة وكسب وغيرها. والتهامي الكلاوي من أوائل من جرب زراعة القطن بالمغرب، فقد جلب لها فنيين مصريين قصد التجربة. كما كان له ولع كبير بالرياضة، مارس الرماية، وأول من جلب رياضة الجولف للمغرب سنة 1924م، حيث كان له ملعب كبير بمراكش بلغت مساحته 90 هكتار، وشارك في مباريات عديدة في إنجلترا وفرنسا وسويسرا وغيرها. ومن أسفاره الكثيرة للخارج، الدعوة التي تلقاها لحضور احتفالات زواج ملكة بريطانيا العظمى إليزابيث الثانية باعتباره في مقام رجل دولة، وارتباطاته الوثيقة برئيس الوزراء البريطاني وينستون تشرشل الذي حلَّ مرارا ضيفا على الكلاوي في مراكش.
وكان للكلاوي اهتمام كبير باقتناء الكتب، إذ امتلك خزانة كبير تعد من كبريات الخزائن بالمغرب، تضم مطبوعات ومخطوطات نادرة. وقد طبع على نفقته الخاصة الكثير من الكتب الدينية والعلمية. صادرها جيش التحرير في قصر الكلاوي أوائل سنة 1956 وتم إنقاذها وحفظها في أقباء الأمانة الملكية الخاصة.
من بين ضيوف الكلاوي بمراكش الممثل تشارلي تشابلن. وكانت تشرف الفنانة سيمون بيريو [الفرنسية] مديرة مسرح أنطوان سيمون بيريو [الفرنسية] بباريس، على تنظيم الحفلات التي كان يقيمها الباشا في مراكش أو باريس، فنشأت علاقة رومانسية بينهما.
وكانت تربطه صلات بأدباء من أمثال الروائية سيدونيه غابرييل كوليت والموسيقي موريس رافيل، وحتى إرنست همنغواي، الذي واظب على لقائه خلال تواجده في باريس.

### الشعر
بالإضافة إلى الأشعار الكثيرة لمحمد بن إبراهيم التي قيلت في الباشا الكلاوي، والتي تضمنها ديوانه روض الزيتون الذي جمع وطبع بأمر من الملك الحسن الثاني، ألف أحمد متفكر سنة 2007 كتاب نظم القوافي في الباشا الكلاوي إبان ولائه للعرش العلوي وهي مجموعة شعرية وثروة أدبية مغربية تؤرخ لمرحلة من تاريخ المغرب الحديث، تجمع أشعار ثلة من شعراء المغرب والمشرق، تعود علاقة الباشا الكلاوي بهم إلى بداية العشرينيات والثلاثينيات والأربعينيات، يوم كان الكلاوي من خدام العرش العلوي الأوفياء، فكانوا يلجؤون إليه من أجل العطاء.

### الدعارة
تشير الروايات إلى التهامي الكلاوي كأكبر بارونات الوساطة في الجنس، وحسب ما ذكره «جي دولا نوي» في كتابه «ليوطي، جوان، محمد الخامس، نهاية الحماية» المنشور سنة 1988، أن الكلاوي كان يراقب عددا كبيرا من منازل الدعارة ضمت ما يناهز ستة آلاف امرأة، وكانت كل واحدة تدفع له مائة فرنك يوميا. كما جعل الباشا الكلاوي من بعض الأحياء الراقية أوكارا للدعارة في جليز وغيره. وكان القائم على هذه الدور يدعى إيدار. وامتدت شبكة البورديلات إلى شمال المغرب وإسبانيا ومرسيليا بفرنسا.
وكتب الشاعر المصري بيرم التونسي قصيدة عن الكلاوي نُشرت في جريدة "المصور" عدد 3 سبتمبر 1953، يصف فيها أملاك الباشا من دور الدعارة: "رأيته في باريس يشبه/ صبي فران. لا هو عربي ولا هندي/ ولا إنسان. جلاوي كل أملاكه/ بيوت وفجور.
رغم ذلك كان صارما مع البنات الأخريات، حيث يذكر أنه منع يوما بنات عدد من كبار المسؤولين والأعيان المغاربة من حضور زفاف في مراكش بلباس اعتبره أوروبيا ولا يتماشى مع التقاليد المغربية.

## وصلات خارجية
- علاقة آل الكَلاوي بالأسر القائدية بوادي درعة. أحمد البوزيدي. كلية الآداب – ظهر المهراز- فاس.
- قراءة في كتاب ذ. عبد الصادق الكلاوي عن والده الباشا التهامي الكلاوي، محمد جبرو، مطبعة فضالة ، 2005م.
- فيديو: جنازة التهامي الكلاوي
- «بول باسكون» في مؤلفه «الفترات الكبرى للقايدية بالمغرب».